# Vespertilio
Vespertilio is een geslacht van vleermuizen uit de familie gladneuzen (Vespertilionidae). De wetenschappelijke naam van het geslacht werd in 1758 gepubliceerd door Carl Linnaeus.

## Soorten
- Vespertilio murinus – Tweekleurige vleermuis
- Vespertilio sinensis